# Von Kármán (cràter)
|  | Per a altres significats, vegeu «Von Kármán (cràter marcià)». |

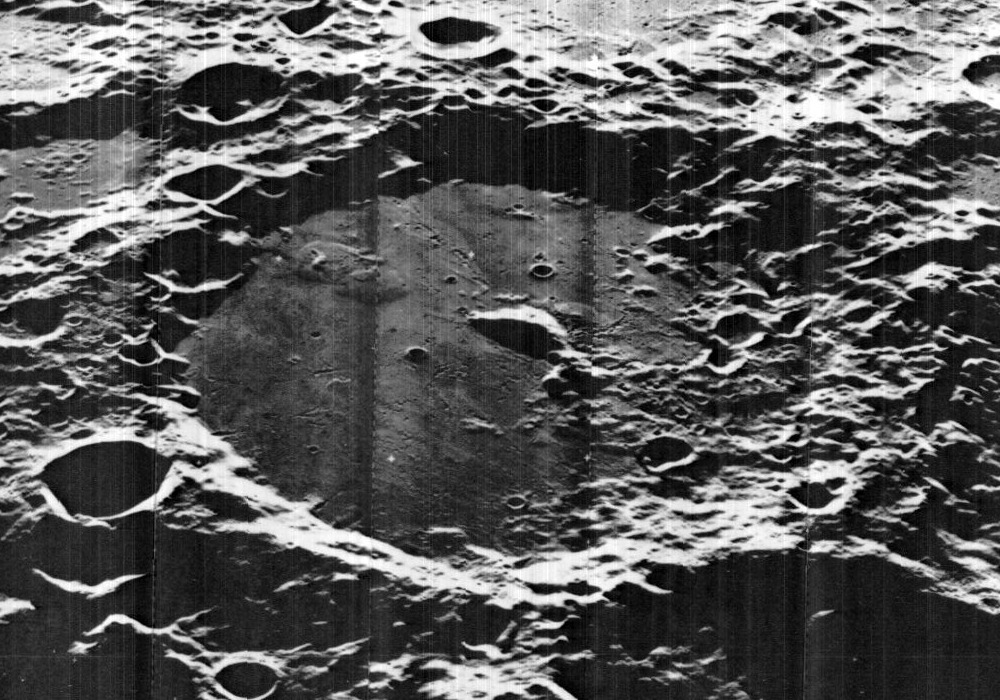
Imatge obliqua de la missió Lunar Orbiter 5, mirant a l'oest

Von Kármán és un cràter d'impacte que es troba a l'hemisferi sud de la cara oculta de la Lluna. Al terç nord d'aquesta formació s'hi troba coberta per la vora i la muralla exterior de la plana emmurallada del cràter Leibnitz, configurant-hi una esquerda profunda. La resta de la paret exterior té una forma aproximadament circular, encara que és irregular i molt desgastada per impactes subsegüents.
L'interior de Von Kármán ha estat sotmès a inundacions per fluxos de lava després de la formació del cràter original, deixant la part sud del sòl gairebé plana. Aquesta superfície té una albedo més baixa que el terreny circumdant i és gairebé tan fosca com l'interior de Leibnitz. Posseeix un pic central al lloc on se situava el punt central del cràter original, que s'ha unit a la superfície més aspra de la part nord del cràter.
A més de Leibnitz al nord, el cràter Oresme està situat a l'oest-nord-oest, i Finsen es troba al nord-est en el límit de la vora de Leibnitz. Gairebé unit a la riba sud-oriental es troba l'inusual cràter amb forma de vuit Von Kármán L. Alder s'hi troba directament a l'est del darrer cràter citat.
Abans de rebre en 1970 la seva denominació oficial de la UAI, el cràter era conegut com a "Cràter 434".
El 3 de gener de 2019, a les 10.26 hora local, l'Administració Espacial Nacional de la Xina aconsegueix aterrar-hi la sonda Chang'e 4.

## Cràters satèl·lit
Per convenció aquests elements són identificats en els mapes lunars posant la lletra en el costat del punt central del cràter que està més proper a Von Kármán.
|            | \| Von Kármán \| Coordenades \| Diàmetre \| \| ---------- \| -------------------------------------- \| -------- \| \| L \| 47° 42′ S, 177° 54′ E / 47.7°S,177.9°E \| 29 km \| \| M \| 47° 12′ S, 176° 12′ E / 47.2°S,176.2°E \| 225 km \| \| R \| 45° 48′ S, 170° 48′ E / 45.8°S,170.8°E \| 28 km \| |          |
| Von Kármán | Coordenades | Diàmetre |
| L          | 47° 42′ S, 177° 54′ E / 47.7°S,177.9°E | 29 km    |
| M          | 47° 12′ S, 176° 12′ E / 47.2°S,176.2°E | 225 km   |
| R          | 45° 48′ S, 170° 48′ E / 45.8°S,170.8°E | 28 km    |

### Altres referències
- (WGPSN), IAU Working Group for Planetary System Nomenclature. «Gazetteer of Planetary Nomenclature. 1:1 Million-Scale Maps of the Moon» (en anglès).  UAI / USGS, 13-02-2013. [Consulta: 6 abril 2016].
- Andersson, L. E.; Whitaker, E. A.,. NASA Catalogue of Lunar Nomenclature (en anglès).  NASA RP-1097, 1982.
- Blue, Jennifer. «Gazetteer of Planetary Nomenclature» (en anglès).  USGS, 25-07-2007. [Consulta: 2 gener 2012].
- Bussey, B.; Spudis, P.. The Clementine Atlas of the Moon (en anglès).  Nueva York: Cambridge University Press, 2004. ISBN 0-521-81528-2.
- Cocks, Elijah E.; Cocks, Josiah C.. Who's Who on the Moon: A Biographical Dictionary of Lunar Nomenclature (en anglès).  Tudor Publishers, 1995. ISBN 0-936389-27-3.
- McDowell, Jonathan. «Lunar Nomenclature» (en anglès).   Jonathan's Space Report, 15-07-2007. [Consulta: 2 gener 2012].
- Menzel, D. H.; Minnaert, M.; Levin, B.; Dollfus, A.; Bell, B. «Report on Lunar Nomenclature by The Working Group of Commission 17 of the IAU» (en anglès). Space Science Reviews, 12, 1971, pàg. 136.
- Moore, Patrick. On the Moon (en anglès).  Sterling Publishing Co, 2001. ISBN 0-304-35469-4.
- Price, Fred W. The Moon Observer's Handbook (en anglès).  Cambridge University Press, 1988. ISBN 0521335000.
- Rükl, Antonín. Atlas of the Moon (en anglès).  Kalmbach Books, 1990. ISBN 0-913135-17-8.
- Webb, Rev. T. W.. Celestial Objects for Common Telescopes, 6ª edición revisada (en anglès).  Dover, 1962. ISBN 0-486-20917-2.
- Whitaker, Ewen A. Mapping and Naming the Moon (en anglès).  Cambridge University Press, 2003. 978-0-521-54414-6.
- Wlasuk, Peter T. Observing the Moon (en anglès).  Springer, 2000. ISBN 1-85233-193-3.